# Paul Gillon
Paul Gillon (París, 11 de mayo de 1926-21 de mayo de 2011) fue un historietista francés, célebre por series como Los náufragos del tiempo y La superviviente.

## Biographie
Ilustrador y caricaturista, se interesa por la moda, el teatro y el cine; será por casualidad que inicie una carrera como historietista. En el semanario Vaillant, reanuda la serie Lynx Blanc antes de crear Fils de Chine (1950) y Cormoran (1954).
Se unió después a France-Soir (13, rue de l’Espoir entre 1959 y 1972) y al Journal de Mickey (Teva, La Déesse d’or, Le Temps des copains, Notre-Dame de Paris…). Aficionado a la ciencia ficción, dibuja Les Naufragés du temps sobre un guion de Jean-Claude Forest antes de continuar la serie como autor completo. También cultivó la vena erótica con La Survivante y Jehanne, dentro de L'Écho des savanes.
Paul Gillon fue laureado con el Gran Premio de la Ciudad de Angulema en Festival de la historieta de Angulema de 1982.

## Obra
| Fecha     | Título                 | Guionista                  | Publicación original | Publicación en español                      |
| --------- | ---------------------- | -------------------------- | -------------------- | ------------------------------------------- |
| 1947-1948 | Lynx Blanc             | Roger Lécureux             |                      |                                             |
| 1950-1953 | Fils de Chine          | Roger Lecureux             |                      |                                             |
| 1951      | Pillards de sable      |                            | Vaillant             |                                             |
| 1958-1960 | Wango                  | Roger Lecureux             |                      |                                             |
| 1959-1972 | 13 rue de l’Espoir     | Jacques y François Gall    |                      |                                             |
| 1968-1972 | Jérémie                |                            | Pif                  |                                             |
| 1968      | Les Naufragés du temps | Jean-Claude Forest, Gillon |                      | Los náufragos del tiempo ("Bumerang", 1978) |
| 1985      | La Survivante          |                            | "L'Écho des savanes" | La superviviente ("Zona 84", 1984)          |

## Premios
- Phénix en 1972 (Jérémie) y 1974 (Les Naufragés du Temps)
- Al dibujante francés en el Festival de Angulema de 1978
- Gran Premio de la Ciudad de Angulema de 1982
- Gran premio RTL de la BD en 1986 (Au nom de tous les miens)
- Premio especial del jurado en Festival de la historieta de Lucca en 1986 (17.ª edición)
- Gran Premio «The Yellow Kid» en Lucca en 1998